# De Muziekdoos
De Muziekdoos was een muziekprogramma met Belgische en internationale hits, gepresenteerd door Johan Verstreken vanuit de Carré in Willebroek. Het programma liep op TV1 van 1995 tot 1999.
In de zomermaanden werd het programma uitgezonden van aan het Casino in Middelkerke.  In 1998 verhuisde het programma van Middelkerke naar de zeedijk in Oostende.  Ook was er elk jaar een speciale uitzending van De Muziekdoos op oudejaarsavond.
In augustus 1999 besliste de VRT-top in het kader van een restyling om het programma af te voeren.